# Theresienstraße 26 (Bad Kissingen)

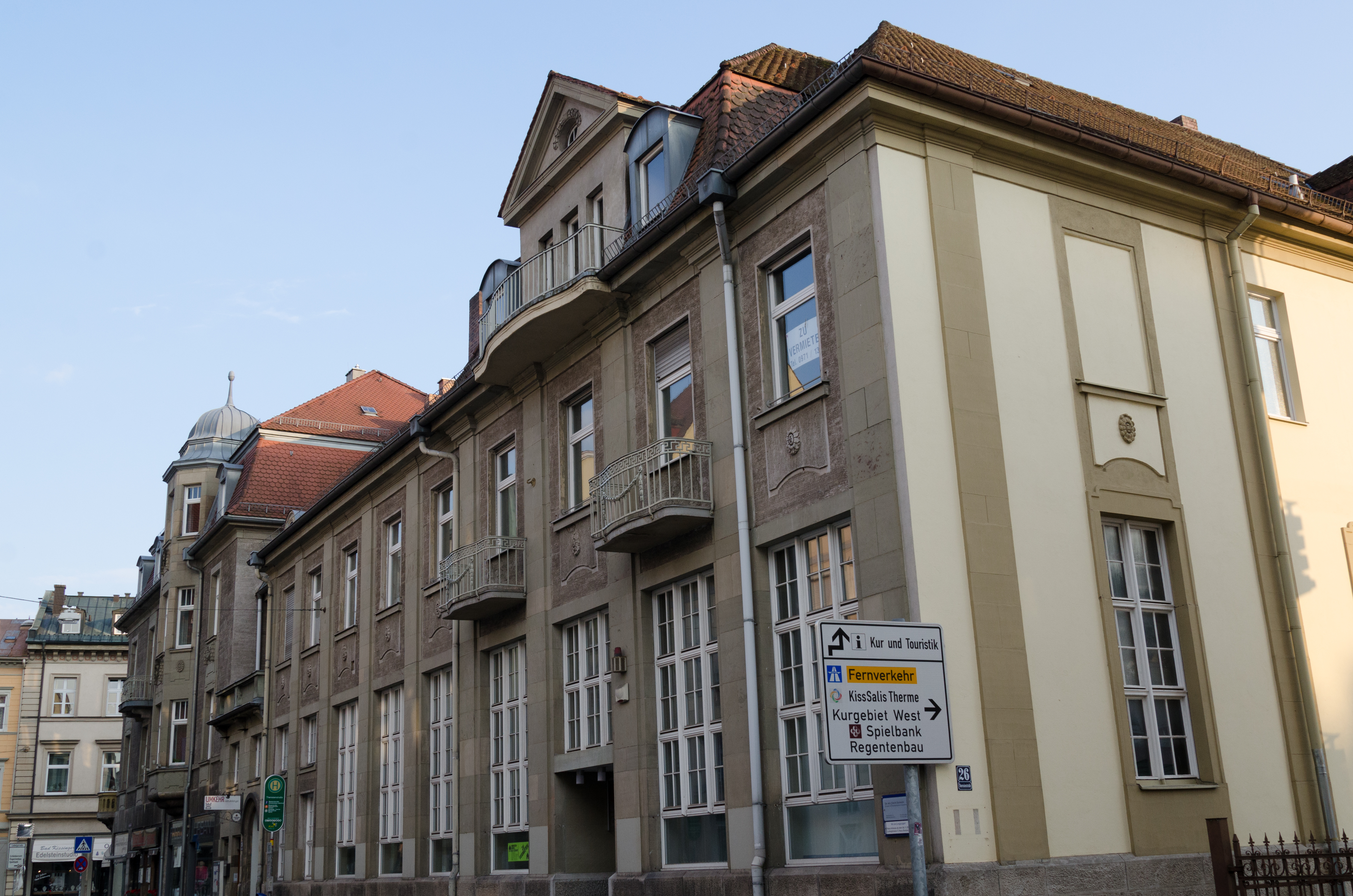
Theresienstraße 26 in Bad Kissingen.

Der Saalbau Theresienstraße 26 in Bad Kissingen, der Großen Kreisstadt des unterfränkischen Landkreises Bad Kissingen, gehört zu den Bad Kissinger Baudenkmälern. Ursprünglich war es unter der eigenständigen Nummer D-6-72-114-356 in der Bayerischen Denkmalliste registriert. Inzwischen wird der Saalbau jetzt zum direkt anschließenden Anwesen Ludwigstraße 3 (Nummer D-6-72-114-39) gezählt.

## Geschichte
Der zweigeschossige Walmdachbau wurde im Jahr 1907 von Architekt Max Littmann im barockisierenden Jugendstil errichtet. Ein Jahr später schuf ebenfalls Littmann in gleicher Formensprache das direkt anschließende Anwesen Ludwigstraße 3.
Lisenen gliedern die Front des Anwesens und fassen beide Geschosse zusammen. Ein exzentrisches Zwerchhaus erweckt den Eindruck eines Risalits.